# Lijst van departementen en arrondissementen in Provence-Alpes-Côte d'Azur
De Franse regio Provence-Alpes-Côte d'Azur heeft de volgende departementen en arrondissementen:

## Alpes-de-Haute-Provence
- Barcelonnette
- Castellane
- Digne-les-Bains
- Forcalquier

Zie ook lijsten van de kantons en de gemeentes.

## Hautes-Alpes
- Briançon
- Gap

Zie ook lijsten van de kantons en de gemeentes.

## Alpes-Maritimes
- Grasse
- Nice

Zie ook lijsten van de kantons en de gemeentes.

## Bouches-du-Rhône
- Aix-en-Provence
- Arles
- Marseille
- Istres

Zie ook lijsten van de kantons en de gemeentes.

## Var
- Draguignan
- Toulon
- Brignoles

Zie ook lijsten van de kantons en de gemeentes.

## Vaucluse
- Apt
- Avignon
- Carpentras

Zie ook lijsten van de kantons en de gemeentes.